# Mont-Dol
Mont-Dol è un comune francese di 1 281 abitanti situato nel dipartimento dell'Ille-et-Vilaine nella regione della Bretagna.

## Società

### Evoluzione demografica
Abitanti censiti